# Robertus floridensis
Robertus floridensis är en spindelart som först beskrevs av Benjamin J. Kaston 1946.  Robertus floridensis ingår i släktet fuktspindlar, och familjen klotspindlar. Inga underarter finns listade i Catalogue of Life.